# Älgen 13

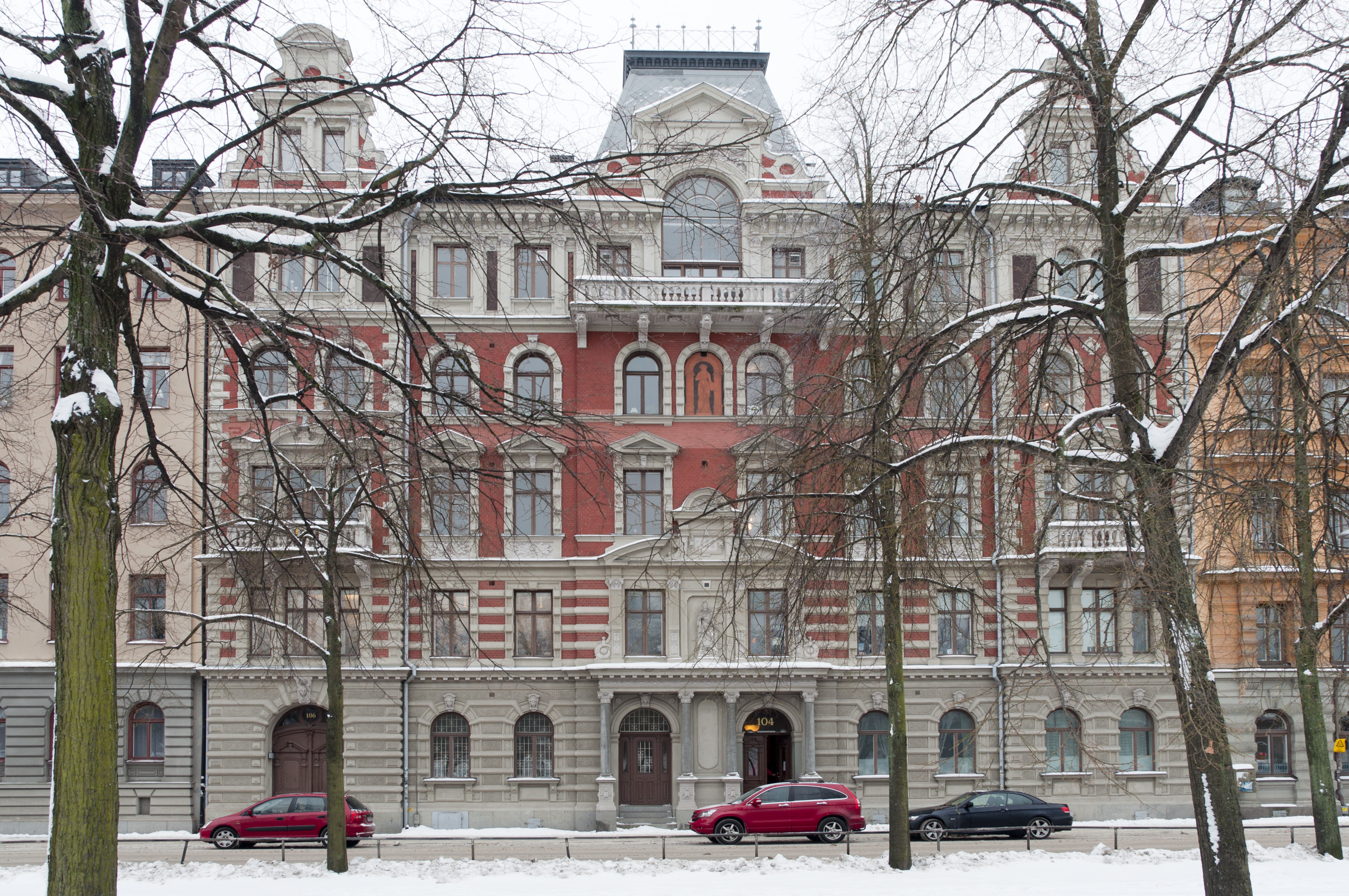
Älgen 13, fasad mot Valhallavagen, december 2010.

Älgen 13 är en fastighet i kvarteret Älgen vid Valhallavägen 104–106 (tidigare nr 37) på Östermalm i Stockholm. Huset uppfördes 1887–1888 och är blåmärkt av Stadsmuseet i Stockholm vilket innebär att det representerar "synnerligen höga kulturhistoriska värden". I husets ateljévåning hade flera framstående svenska konstnärer sin ateljé, bland dem Oscar Björck.

## Kvarteret
Älgen är ett kvarter som bildades i slutet av 1800-talet som ett resultat av Lindhagenplanen från 1866. Innan dess var området till största del obebyggt och hörde till Kammeckers malmgård. Liksom grannkvarteren Hjorten, Renen, Hinden, Rådjuret och Bävern har namnen anknytning till vilt. Omkring 1881/1882 började kvarterets södra delar bebyggas med stenhus. Äldsta byggnaden i kvarteret var den så kallade Wallenbergska villan från mitten av 1870-talet som revs 1960 och ersatts av ett stort bostads- och kontorskomplex.

## Byggnadsbeskrivning

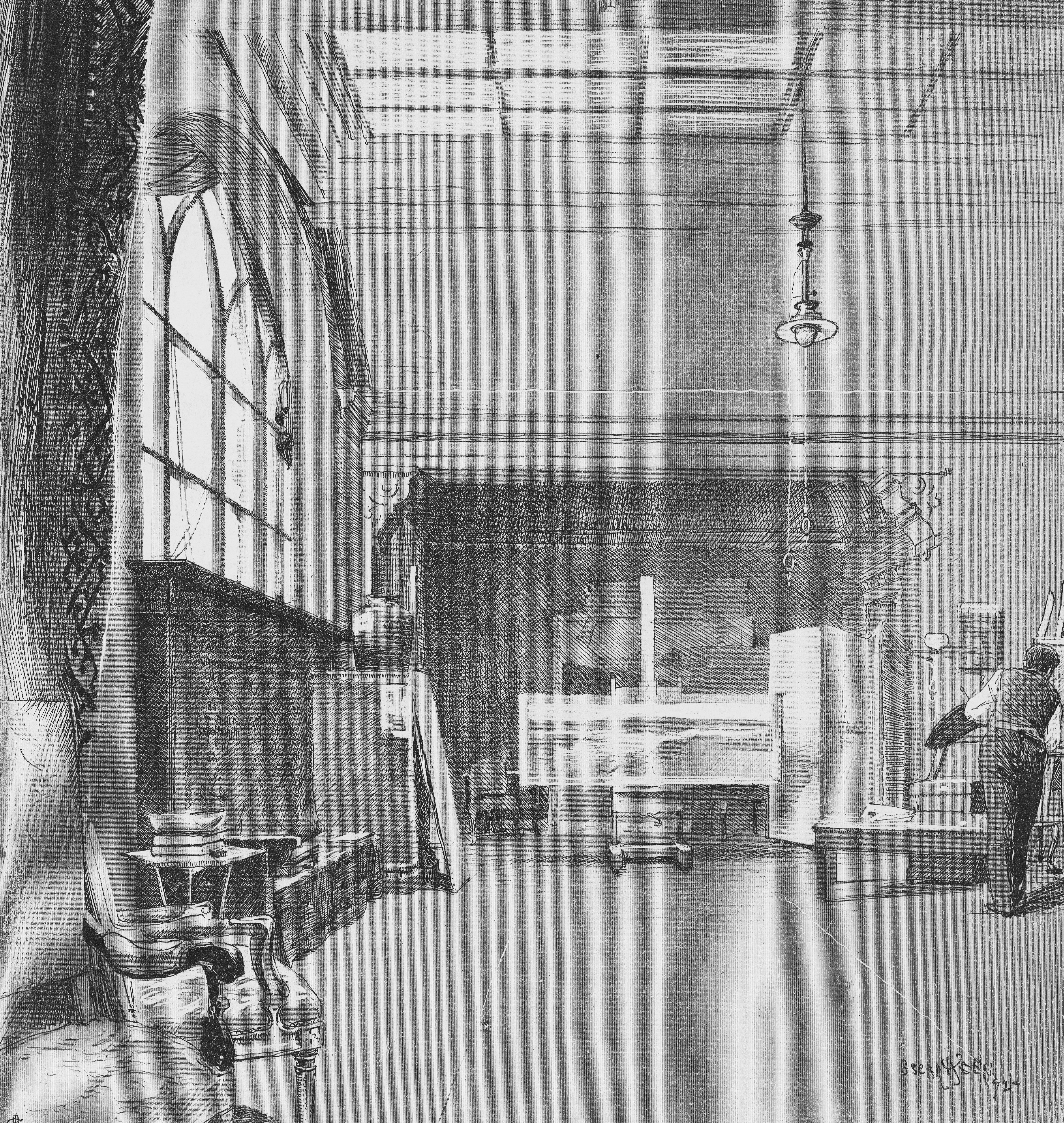
Björcks ateljé 1892.

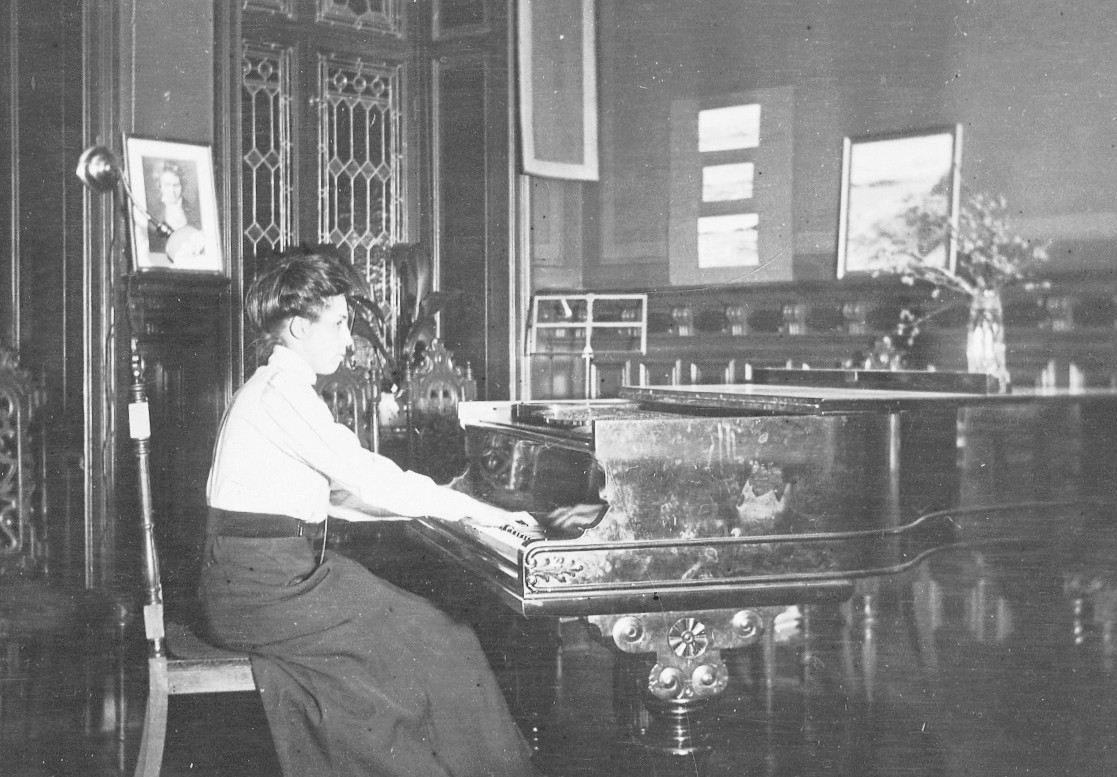
Byggnadschefen Alrutz' hem.

Dåvarande tomt nr 2 (dagens nr 13) förvärvades 1886 eller 1887 av byggmästaren Joel Nyberg. Han uppträdde ofta både som byggherre och byggmästare och uppförde ett 50-tal större byggnader i Stockholm. Här skulle han uppföra ett påkostat bostadshus och valde den vid tiden gärna anlitade Johan Laurentz att åtta sig arkitektuppdraget.

### Våningsplanen och boenden
Laurentz ritade en byggnad i fem våningar med hög bottenvåning. Körporten till innergården placerades i östra delen av fasaden, annars fick huset en strikt symmetrisk arkitektur med en symmetriaxel som går rakt genom husets mitt. Symmetrin återkommer även i planlösningen som visar identiska planer för våning 1-3 trappor med två stora lägenheter (den ena spegelvänd) om 8 rum och kök per plan. I byggnadsvolymen mot gården låg lägenheternas mindre jungfrukammare, vilka nyttjades av tjänstefolket som fick använda den så kallade kök- eller domestiktrappan för att komma till sina våningsplan.
Entréhallen har ett vitt marmorgolv med små svarta rutor, sockeln är rusticerad och marmorerad. Väggfälten är pilasterindelade med korsformiga fyllningar av vitmålad stuck på gulmålad bakgrund. Ursprungligen var taket dekorerat men är numera övermålat, stuckaturlisterna finns dock kvar. Till själva trapphuset leder ett rikt skulpterat mellandörrsparti. 
På våning 4 trappor uppdelades planen i tre lägenheter om 2, 5 och 6 rum och kök. Den största var koncipierad som ateljé med ett stort välvt ateljéfönster i husets centrala fronton. Ateljén disponerades av Prins Eugen och sedermera av Oscar Björck, Sigge Bergström och Ewald Dahlskog. Prins Eugen var aldrig skriven på denna adress, möjligtvis nyttjade han ateljén via ombud. Bland övriga hyresgäster märks byggnadschefen Otto Alrutz som i början av 1900-talet bebodde en av våningarna. 1910 installerades en hiss och 1915–1917 ombyggdes några av jungfrukammare till badrum.
Vid Stadsmuseets inventeringstillfälle 1976 existerade fortfarande omfattande inredningsdetaljer från byggnadstiden i hela huset. Fram till 1977 hade Musikhögskolan undervisningslokaler i byggnaden. I slutet av 1990-talet genomfördes en större renovering där bland annat vindarna inreddes till bostäder. Totalt omfattar fastigheten 3 240 m², varav bostäder utgör 721 m². Resterande 2 519 m² utgörs i huvudsak av kontor.

### Fasaden
Fasaden mot Valhallavägen gestaltades i rik tegel- och putsarkitektur, inspirerad av nordeuropeisk 1600-talsrenässans. Rusticering förekommer i höjd med bottenvåningen och våning 1 trappa. Däröver dominerar rött fasadtegel och ljusa putsdetaljer vilket ger en stark kontrastverkan. Fönsteromfattningar och listverk utfördes av naturstensimiterande puts.
Fasaden artikulerades genom sidorisaliter med balustradomgivna balkonger, ett mittbetonande portalkrön med skulptur och däröver en kartusch med årtal "1888". Utförandet avviker något från originalritningen. Entrén är gestaltad som dubbelportal, flankerad av kolonner. Den vänstra entrén är dock en sorts attrapp med ett fönster till den ursprungliga portvaktslägenheten. Risaliterna avslutades upptill med frontoner i barock och mittpartiet med en vinklad tornhuv som kröns av ett smidesräcke. Under balkongen märks ett blindfönster som smyckades med en sgraffitomålning visande konstens gudinna med målarpalett i handen. Mot gården utfördes fasaderna, som bruklig, betydligt enklare i målat puts.
- Originalritningar från 1887.

"Originalritningar
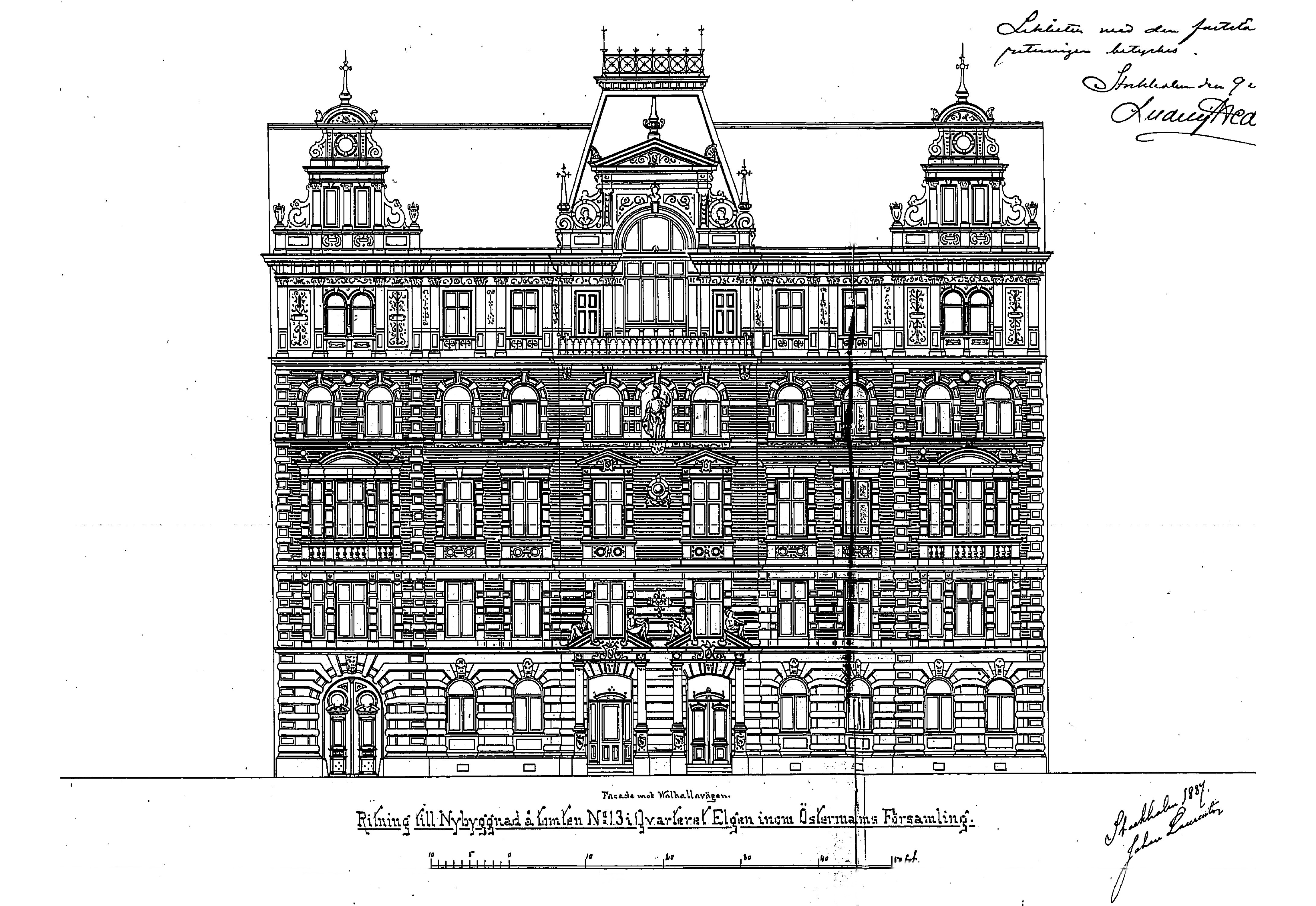
Fasad.
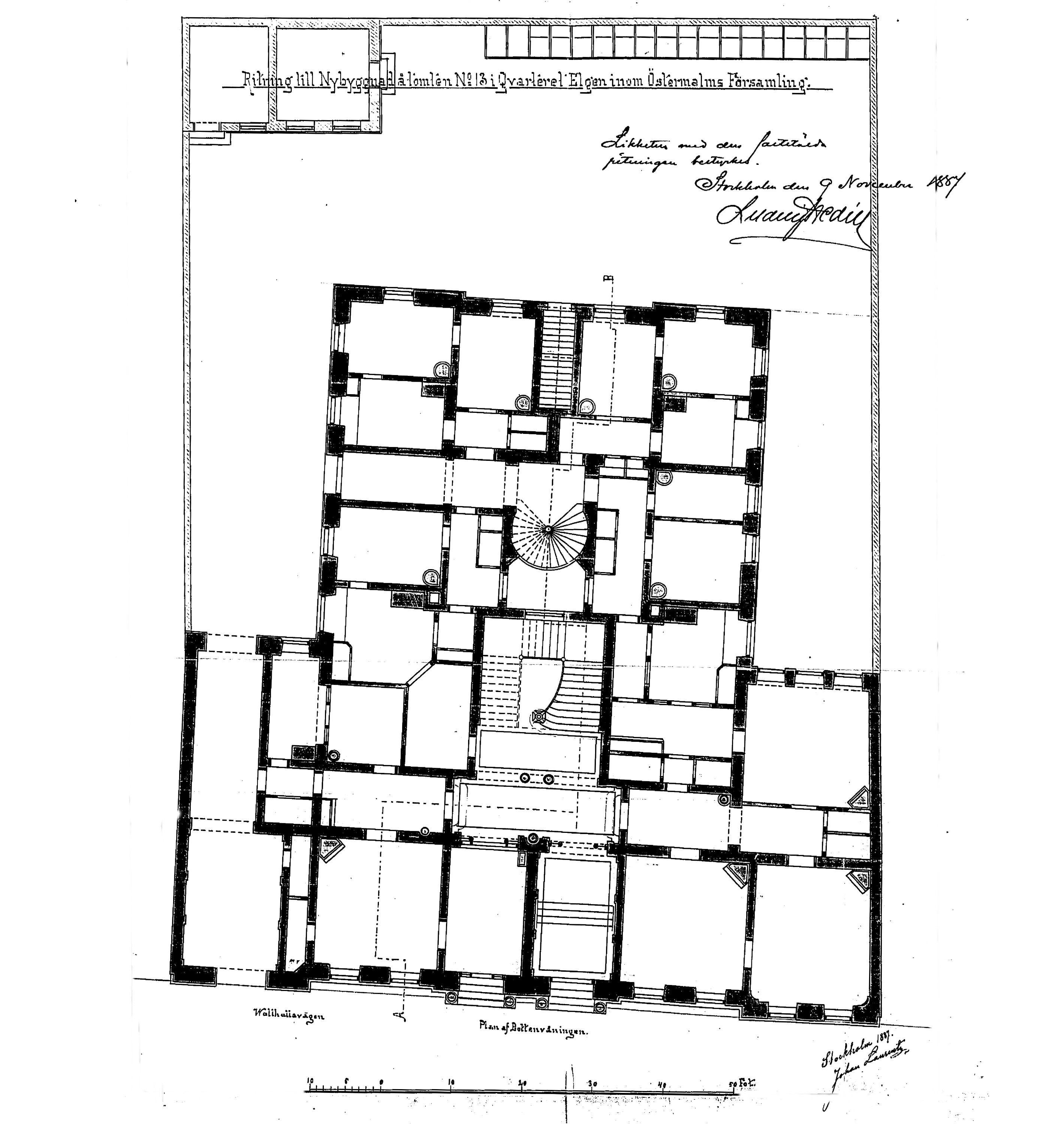
Bottenvåning.
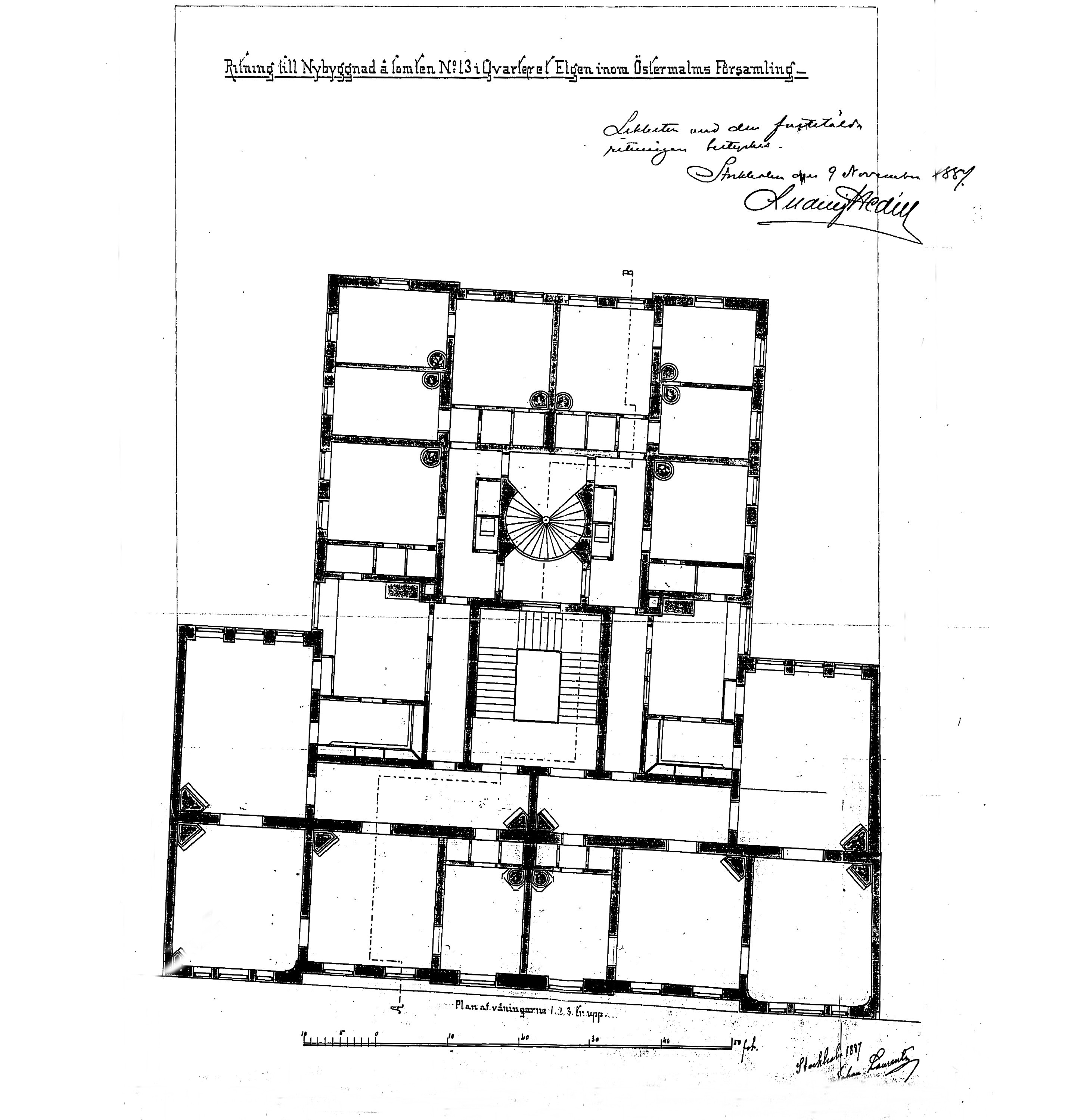
Våning 1-3 trappor.
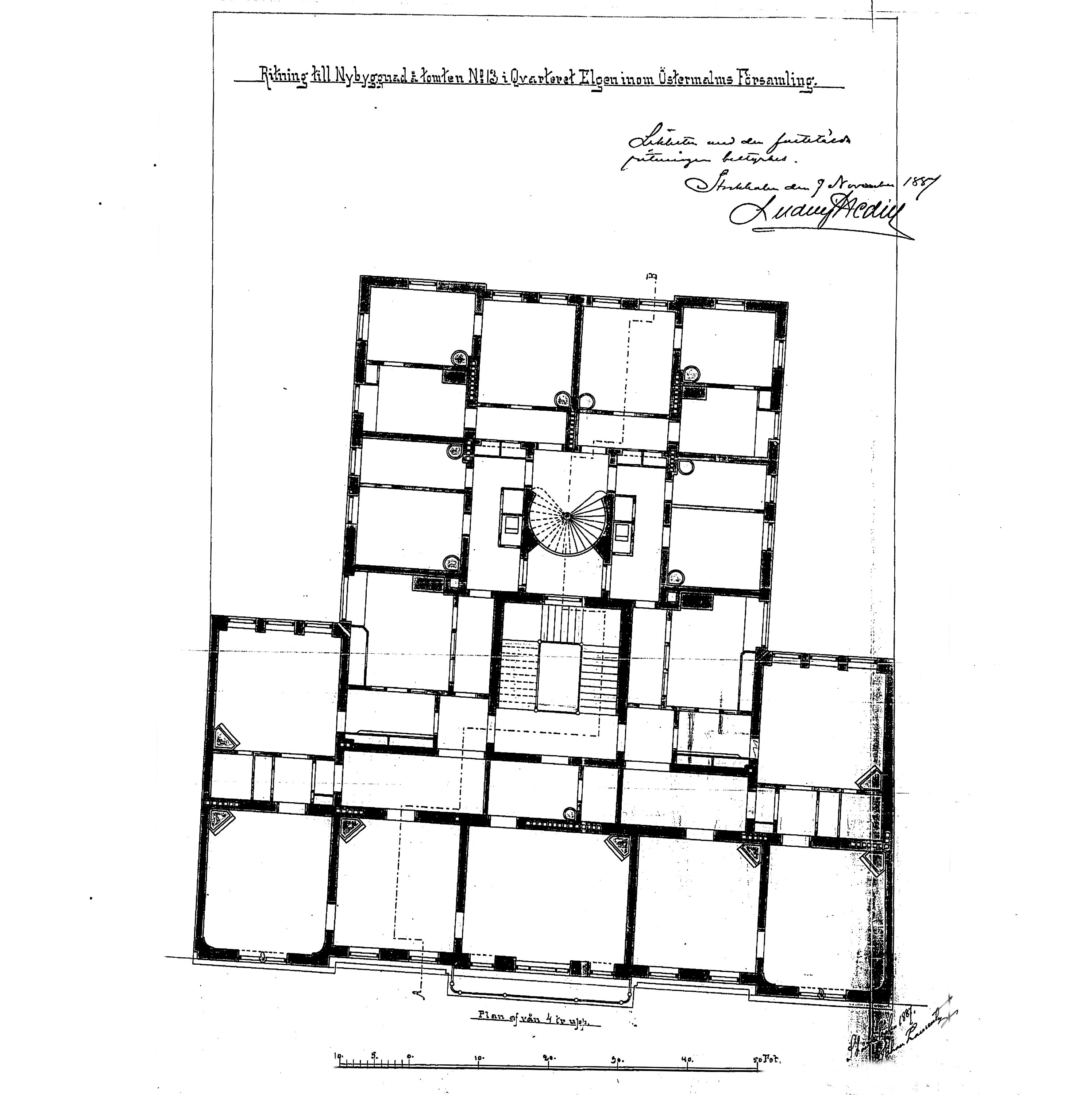
Våning 4 trappor.
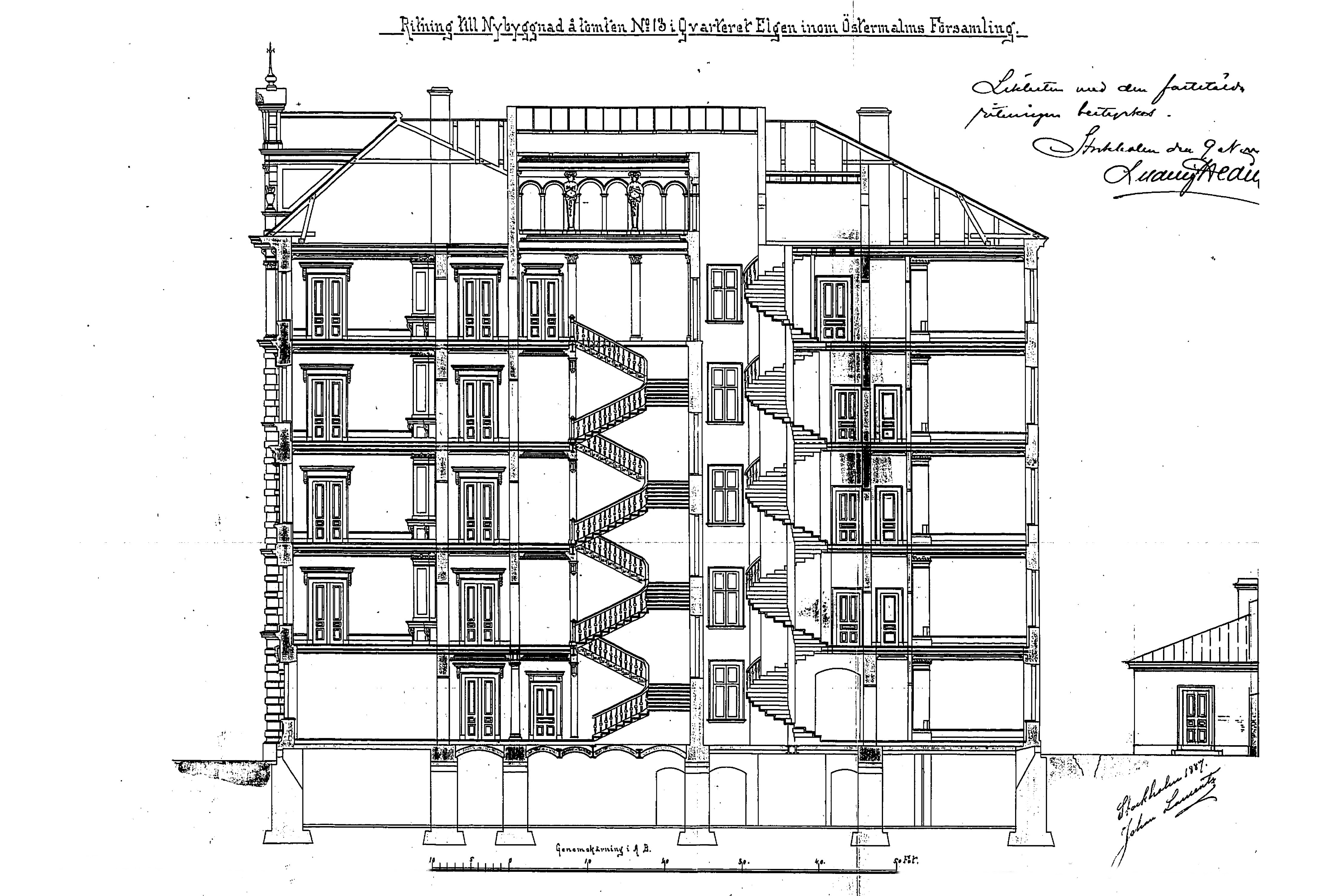
Sektion.

## Ägare
Byggherren Joel Nyberg sålde fastigheten troligen direkt efter färdigställande till skjortfabrikören Simon Berendt (1835–1911) som står som ägare mellan 1889 och 1911. Simon Berendt ägde även fastigheten Björken 18, ett kvarter västerut på Valhallavägen. Därefter ägdes Älgen 13 av hans arvingar, bland dem dottern Thérèse som övertog familjens våning. 2007 förvärvade det då nybildade fastighetsbolaget Aros bostad Älgen 13 av dåvarande ägaren, Försäkringsbranschens Pensionskassa (FPK). Men redan året därpå avyttrade Aros bostad fastigheten till en privatperson.
- Byggnadsdetaljer.

"Byggnadsdetaljer.
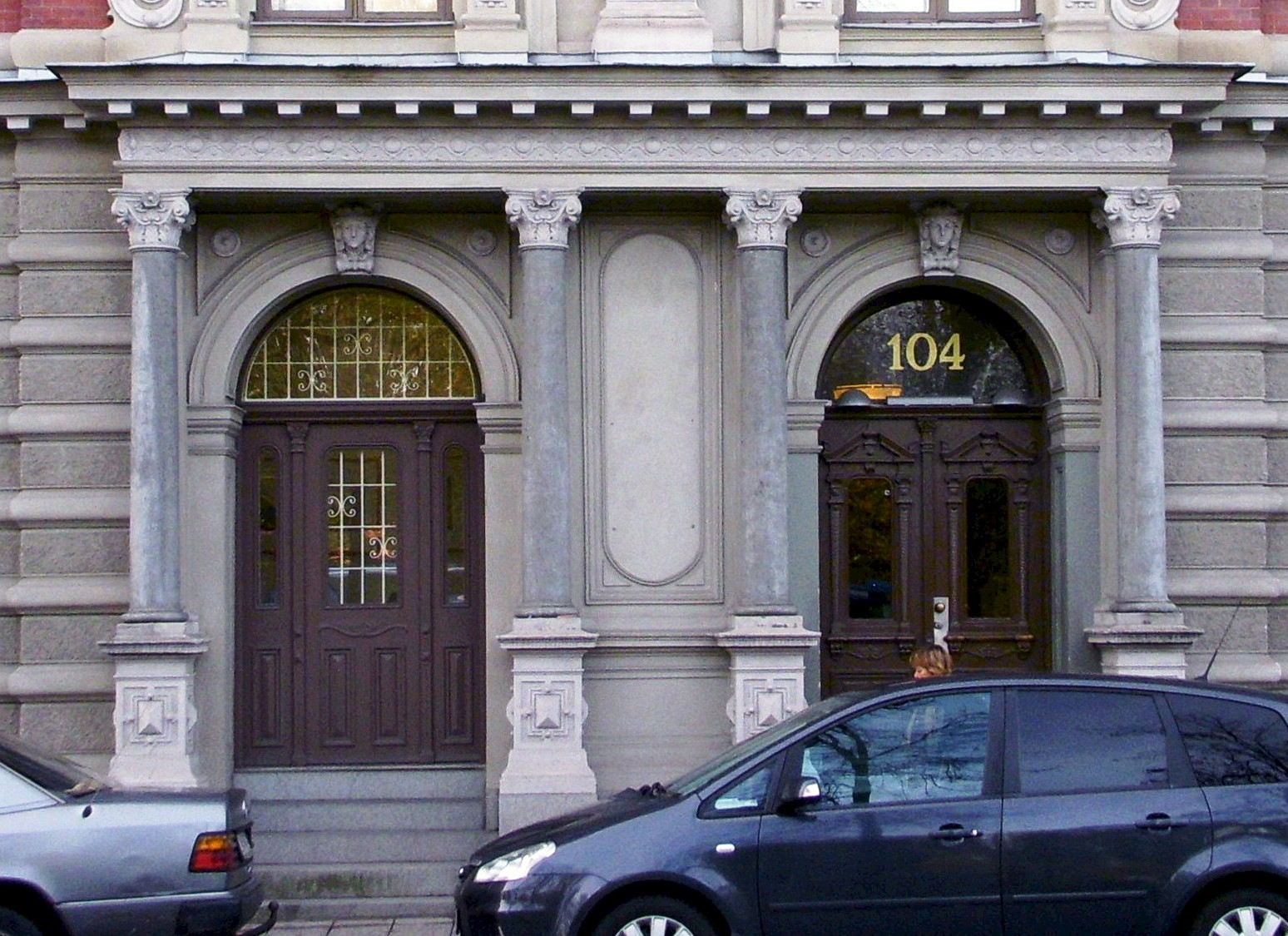
Dubbelportalen.
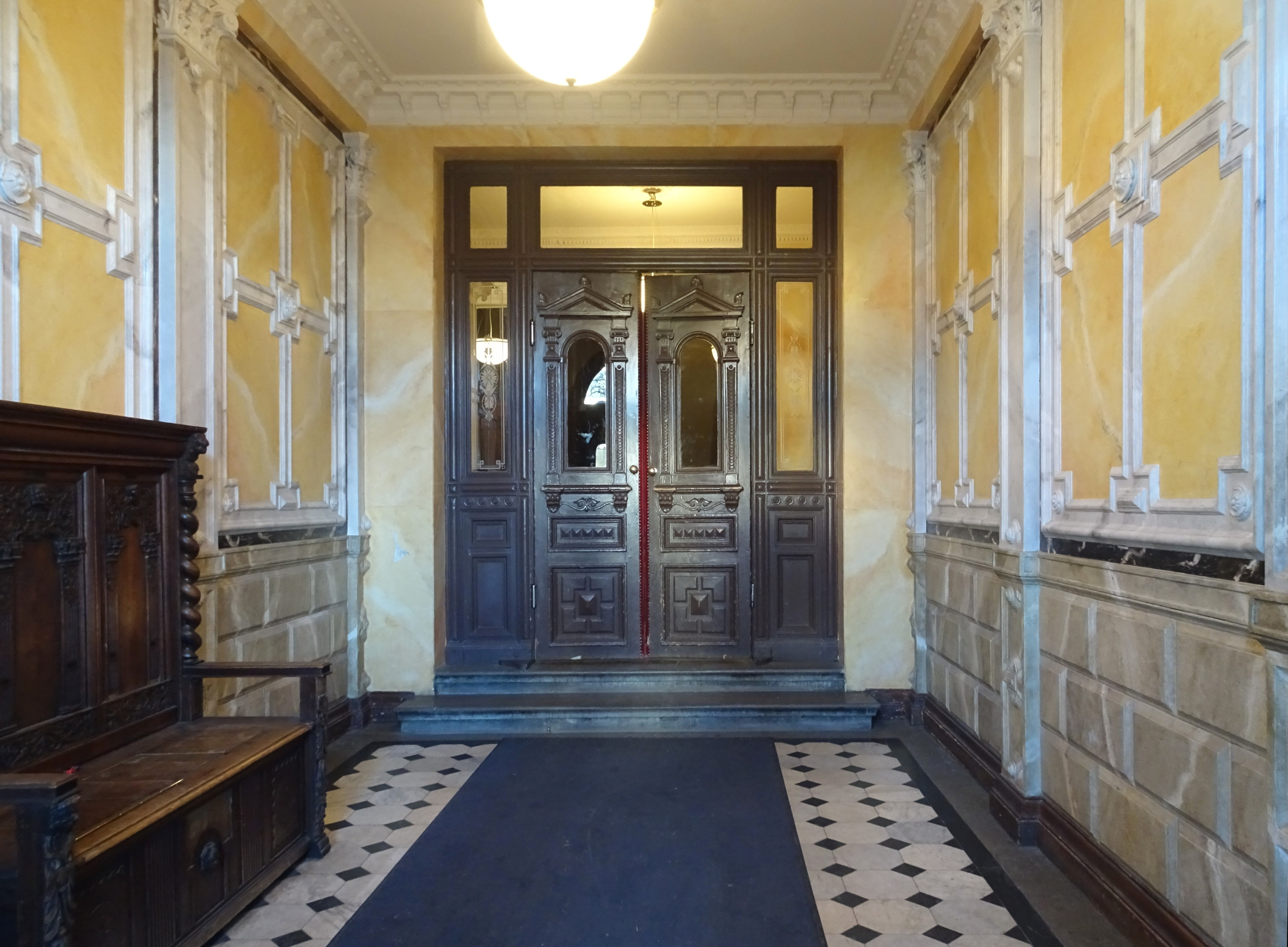
Entréhallen.
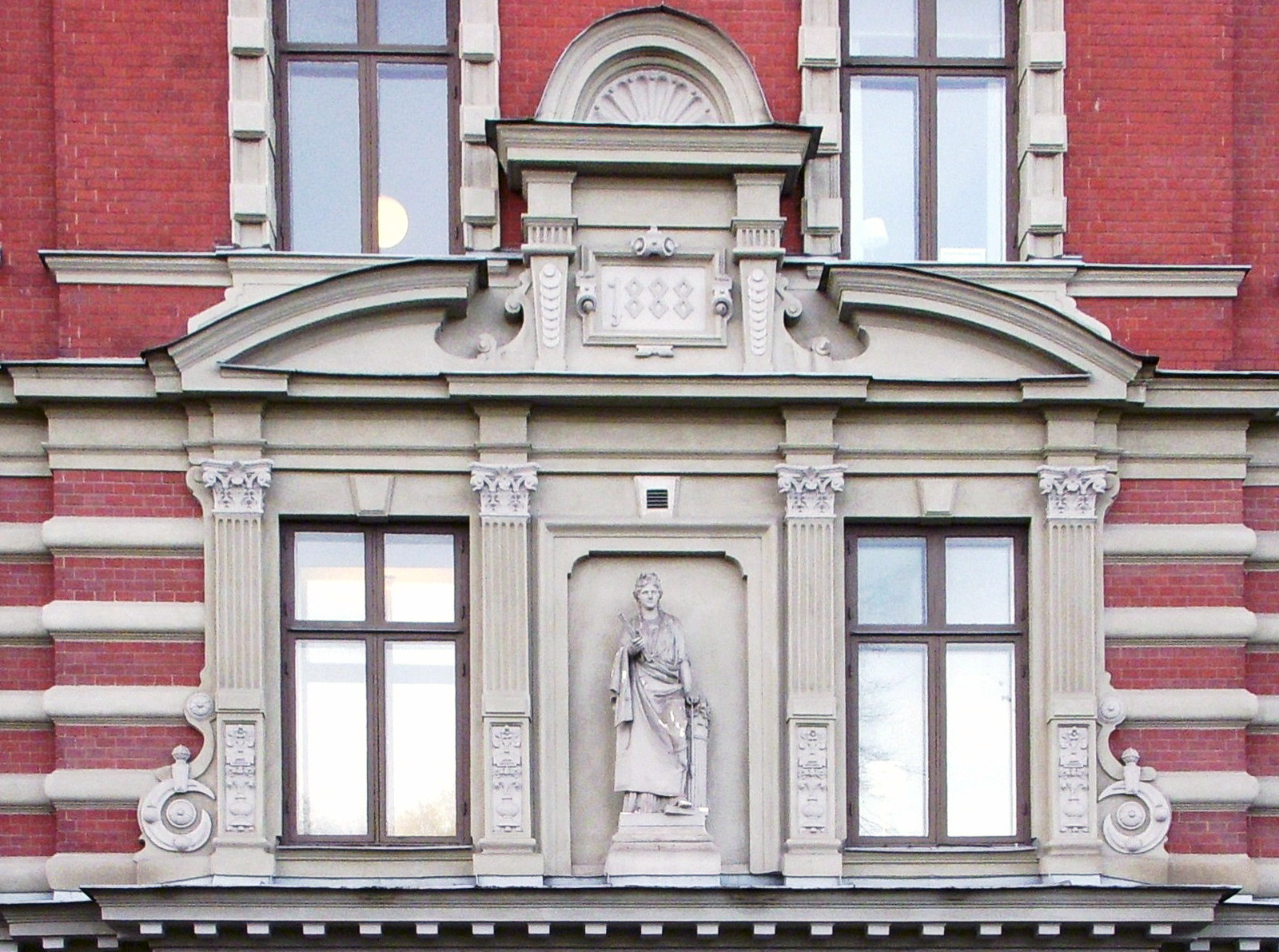
Portalkrön med skulptur och årtal.
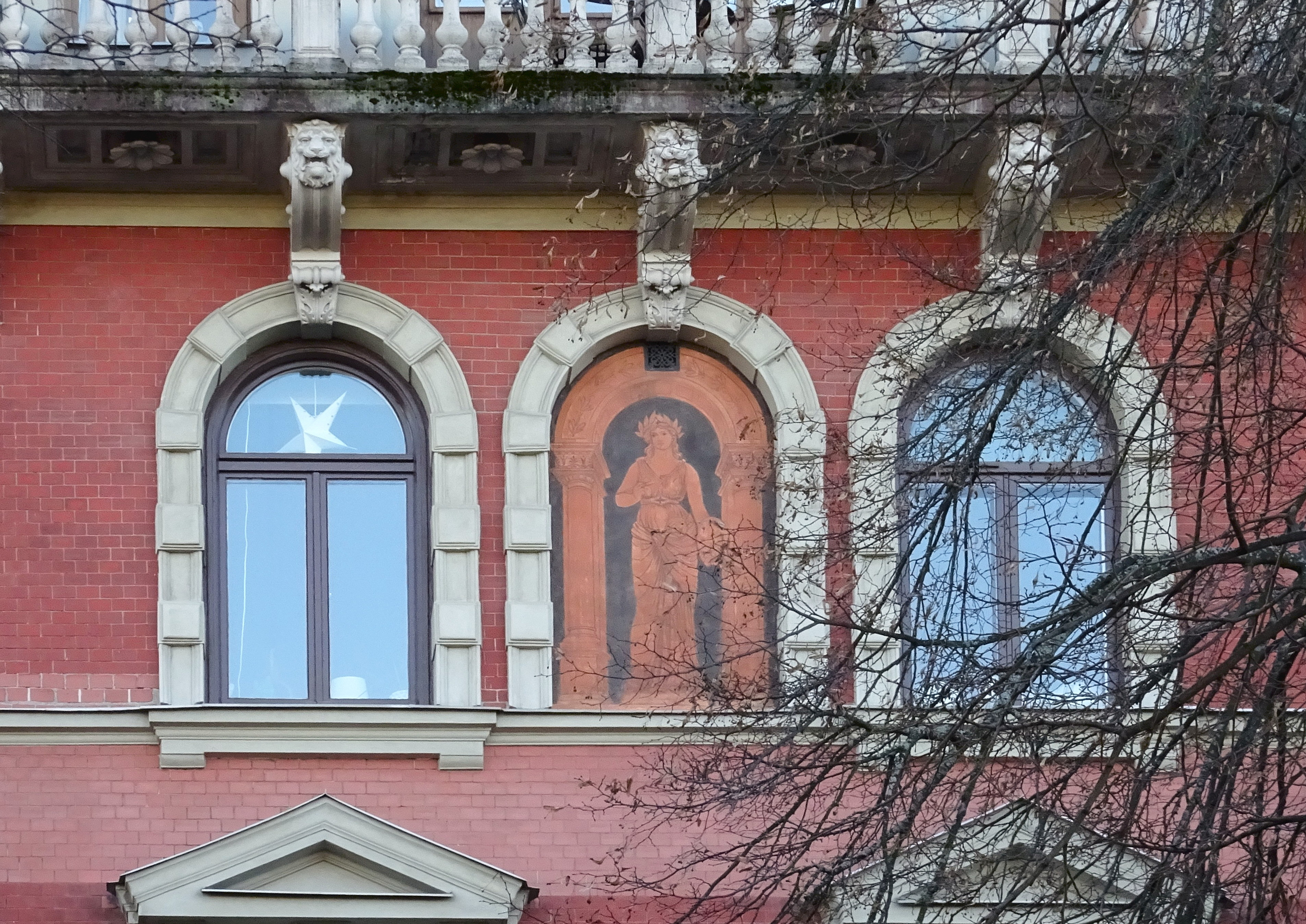
Blindering med sgraffitomålning.
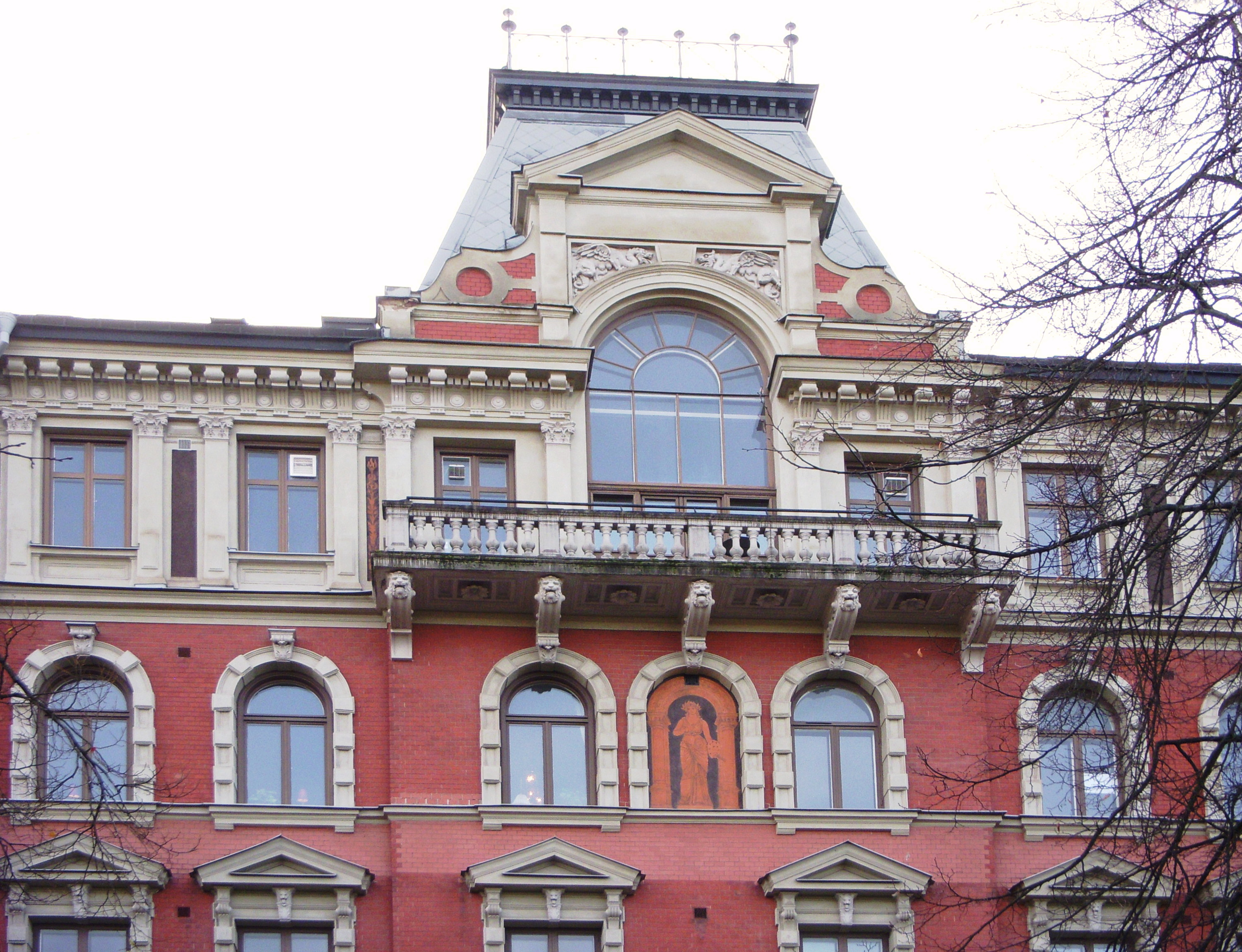
Ateljéfönstret i frontonen.